# Eginhard von Barfus
Karl Richard Eginhard von Barfus, ou Barfuss (7 de novembro de 1825 - 20 de fevereiro de 1909) foi um escritor alemão, autor de romances maioritariamente destinados à juventude.

## Obras
- Wohl Biegen, aber nicht brechen (anterior de 1888)
- Der fiegende Höllander (anterior a 1888)
- Vom Kap nach Deutsch-Afrika (1888)
- Durch alle Meere (1889), reeditado em 1919 sob o título Schiffsjungenabenteuer
- Der Diamantenschatz (1889)
- Der Schatz des Kaziken (1890)
- Deutsche Marine am Kongo und in der Südsee (1892)
- Deutsche Ansiedler am Cheyenne (1892)
- Eine unheimliche Seefahrt (1892)
- Ein Ritt um's Leben (1892)
- Kriegsfahrten eines alten Soldaten im Fernen Osten (1892)
- Treue Kameraden (1892)
- Bis in die Wildnis (1895)
- Am Elefantensee (1896)
- Watawa, die Tochter des Crow-Häuptlings (1897)
- Im Lande der Buren (1897)
- Die Meuterer in der Südsee (1898)
- Die Goldsucher am Klondyke (1899)
- Bei den Fliebustiern auf Cuba (1900)
- Der Buren Freiheitskampf (1900)
- Auf Samoa (1901)
- Aus fernen Zonen (1908)
- Im malayischer Gefangenschaft (1909)